# Alfredo Vivero
Alfredo Vivero (Corozal, 1951 - 26 de septiembre de 2016) fue un pintor, escultor y escritor colombiano. 

## Biografía
Nació en 1951 en Aunque nunca siguió sus numerosas carreras como arquitecto, zootecnia entre otros, hizo alrededor de 7 carreras en diversas universidades reconocidas de Colombia.  Es arquitecto de la Universidad La Gran Colombia. En el año 2004 recibió la Orden Civil al Mérito José Acevedo y Gómez, y fue galardonado en 1991 por el Instituto de Cultura con la orden Mariscal Sucre. Sus cuadros han aparecido en numerosas revistas y calendarios.
Expuso en Latin American Artist Studio durante el año 2004, su muestra "Magia, mito y leyenda", en San Diego, California, que anteriormente presentó en Bogotá, Cali, Ibagué, Sincelejo y Miami.

### Exposiciones
Ficciones (1986), Laberintos del silencio (1983), Resurrección del mito (1982), Canción de la vida total (1981), Sueños (1980); son notables por el excelente trabajo con la luz que da a todas sus creaciones un efecto tridimensional, y son un homenaje a las raíces amerindias del continente americano. Las obras de él fueron presentadas en varias bibliotecas de Colombia como la biblioteca Virgilio barco, biblioteca El Tintal, biblioteca Julio Mario Santodomingo y el parque tunal de Bogotá, así como exposiciones en la casa de la cultura en Anapoima, Colombia, el club militar del Golf Bogotá, club de empleados de Ecopetrol, cámara de comercio Ibagué, Gallery Prospect St. Downtown. La joya San Diego CA, Contemporany Art Foundation Gallery en Miami Beach, entre otros. El Maestro Al.Vivero despierta gran inquietud por la forma en que yuxtapone las capas de óleo sobre el lienzo, creando así una ilusión de tercera dimensión originando en el espectador una experiencia íntima.
En el año 1996 fue seleccionado por la oficina de sellos postales de Colombia para la edición de cuatro estampillas con la serie Mitos y leyendas. Pintó los murales: Visa deportiva (Parque John F. Kennedy, Bogotá, 1984); Schin-Ghui-Tai (Universidad Nacional de Colombia, Bogotá, 1982); El hombre nuevo (Catedral de Corozal, 1981); y El testigo (Círculo de Periodistas, Bogotá, 1981).
El círculo colombo alemán (DKF e. V.) en Alemana publicó en 2007 su libro , América, Magia, mito y leyenda, que reúne gran parte de su obra pictórica.